# Thorkild E. Jensen
Thorkild Engell Jensen (født 22. marts 1950 i Ydby) er en dansk fagforeningsmand, som i perioden 2003-2012 var forbundsformand for Dansk Metal. Desuden var han formand for CO-industri, bestyrelsesmedlem i bl.a. Industriens Pension, LO og Lønmodtagernes Dyrtidsfond.